# Medinilla apoensis
Medinilla apoensis är en tvåhjärtbladig växtart som beskrevs av Charles Budd Robinson. Medinilla apoensis ingår i släktet Medinilla och familjen Melastomataceae. Inga underarter finns listade i Catalogue of Life.